# Grammorhoe shirahatai
Grammorhoe shirahatai är en fjärilsart som beskrevs av Inoue 1976. Grammorhoe shirahatai ingår i släktet Grammorhoe och familjen mätare. Inga underarter finns listade i Catalogue of Life.